# Dragon Racing
A Dragon Racing (korábban Luczo-Dragon Racing) egy amerikai Formula–E-s csapat. Az IndyCar-ban debütáltak a 2007-es szezonban, majd 2013-as szezon végén kivonultak a sportágból. Ezek után csatlakoztak az elektromos Formula–E bajnoksághoz, ahol az alapító csapatok között voltak.

## Története

### IndyCar Series

#### Luczo A Dragon Racing

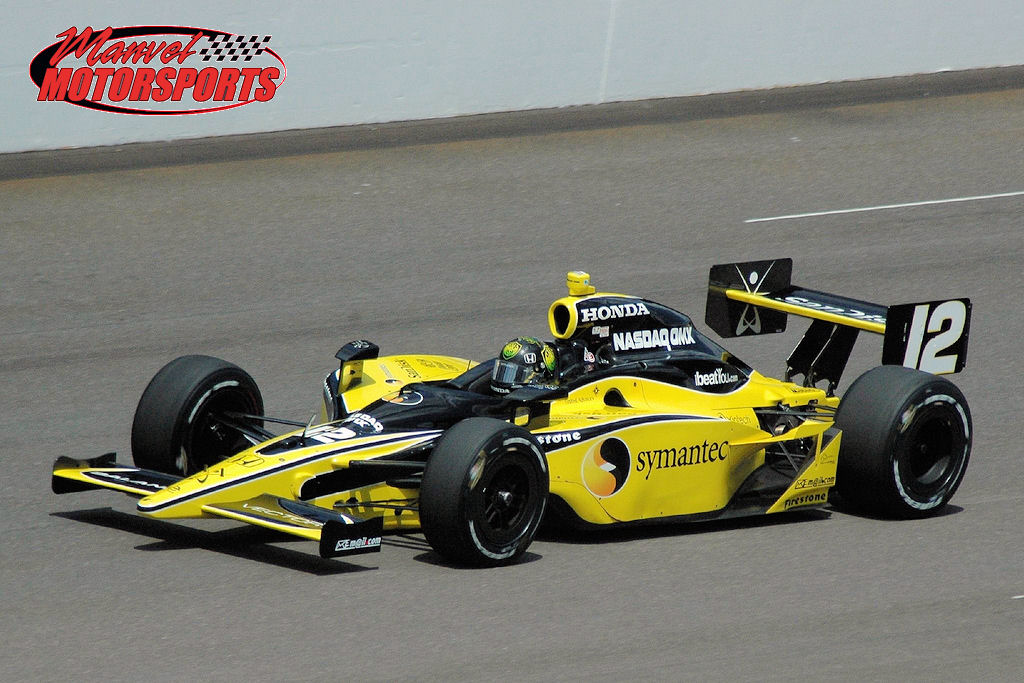
Scheckter a 2008-as Indy 500-on.

A csapat Luczo A Dragon Racing néven debütált 2007-ben, a csapat színeiben indult a 2007-es indianapolisi 500-on Ryan Briscoe, aki előtte csak egyszer versenyzett a híres versenyen. Briscoe a 7. legjobb időt érte el, majd az 5. helyen végzett a versenyen. Az autó arról volt nevezetes, hogy Rick Mears 1988-as indianapolisi 500-as győztes autójának festésére hasonlított, a Norton szoftver volt a csapat főszponzora. A szezon során csak ezen a versenyen indult a csapat. A 2008-as szezonban 6 versenyen indultak és Tomas Scheckter volt a pilótája a csapatnak. Nagyobb szponzorok nélkül teljesítették a szezont. Számos technikai probléma hátráltatta az alakulatot, így csak Detroitban értek célba, a 21. helyen.
2009-ben már teljes szezont futott a csapat Raphael Matos személyében. Az US Air Force volt a csapat főszponzora. Raphael Matos lett a szezon év újonca a 312 pontjával, amivel a bajnokság 13. helyén végzett. 2010-ben de Ferran A Dragon Racing néven szerepeltek, a Hewlett-Packard és a McAfee volt a szponzor. Raphael Matos marad egész szezonra és Davey Hamilton néhány versenyen indult a csapatnál, együttműködésben a Kingdom Racinggel. A brazil a 14. helyen fejezte be a szezont, a Mario Andretti trófeán a 9. lett.

#### Dragon Racing

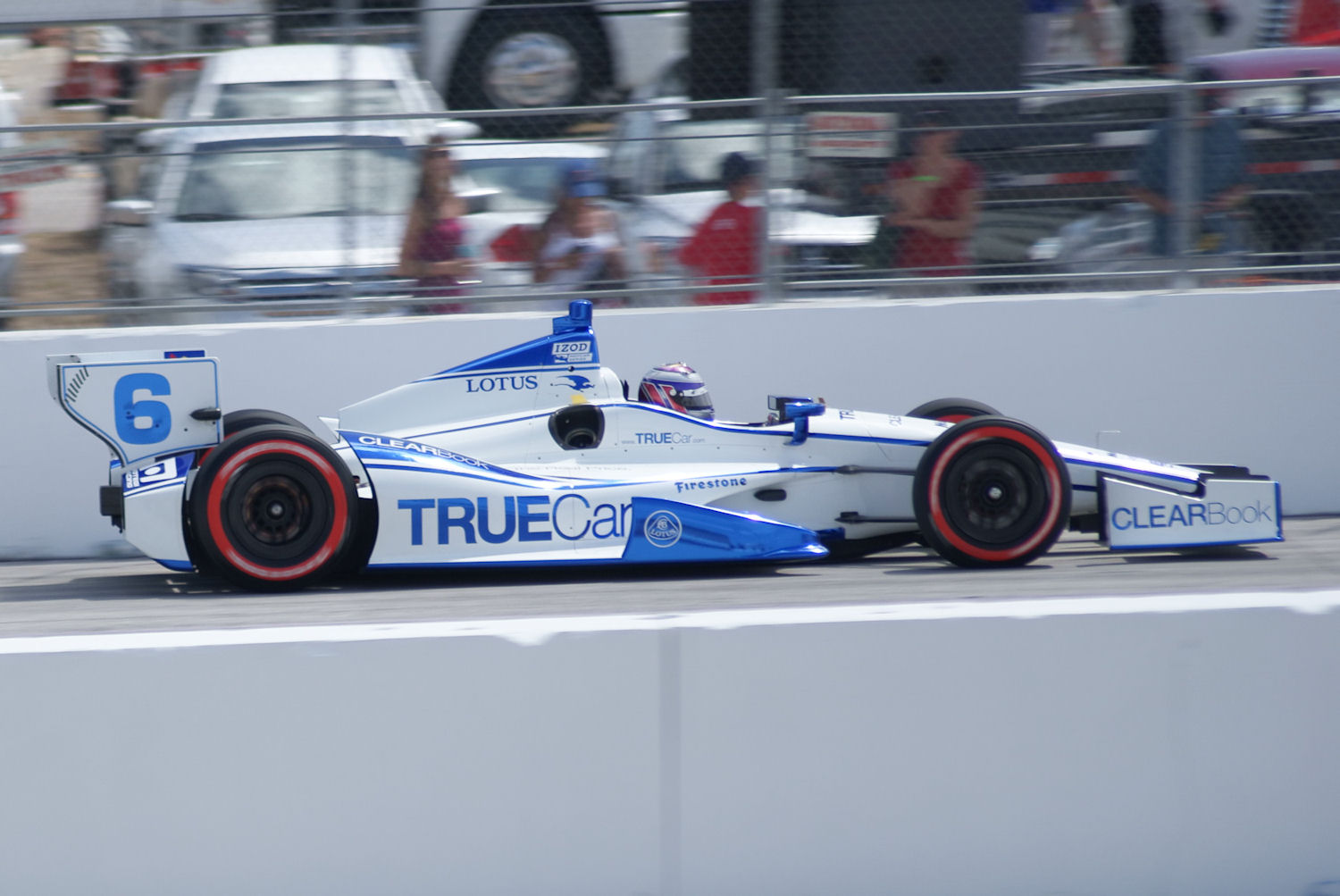
Legge 2012-es első versenyen.

2011 februárjában Jay Penske új nevet adott alakulatának, mégpedig a Dragon Racing-et. Áprilisban bejelentette, hogy 5 futam erejéig aláírt Paul Tracy a csapathoz, valamint az indianapolisi 500-on további két autót indítanak. Scott Speed és Ho-Pin Tung lesznek a két autó pilótái a versenyen. A kvalifikáció során a kínai pilóta balesetet szenvedett és kihagyni kényszerült a versenyt, a Pole Day-en szenvedett sérülései miatt az orvosok nem engedélyezték a további versenyzést. Scott Speed nem vett részt az időméréseken, helyette Carpentier próbálta kvalifikálni az autót a futamra, de összetörte és a csapat visszalépett a futamtól.
2012-ben Lotus motorokkal kezdték meg a szezont, de felbontotta szerződését a motorgyártóval. Ezek után Chevrolet motorokat használtak a többi versenyen. A csapat pilótái Katherine Legge és a többszörös Champ Car bajnok Sébastien Bourdais voltak. Katherine Legge az ovál pályákon versenyzett, míg francia csapattársa utcai pályákon versenyzett. A francia a csapat legjobb helyezését érte el a szezon során a Honda Indy 200-on, miután a 4. helyen ért célba. Bourdais a bajnokság 25. helyén végzett, mögötte pedig Katherine Legge a 26. lett.
2013-ban csatlakozott Sebastián Saavedra a csapathoz Katherine Legge helyére. A csapat teljes szezont futott mindkét pilótával. Torontóban Bourdais 2. és 3. helyezést ért el, míg Baltimore-ban a dobogó alsó fokára állhatott fel. Ennek az erős szezonnak végén az összetett 12. helyen fejezte be a bajnokságot, csapattársa a 21. lett. A szezon végén elhagyta a csapat a sorozatot, hogy teljes erővel a Formula–E-re tudjanak koncentrálni.

### Formula–E

#### Az első szezon (2014–2015)

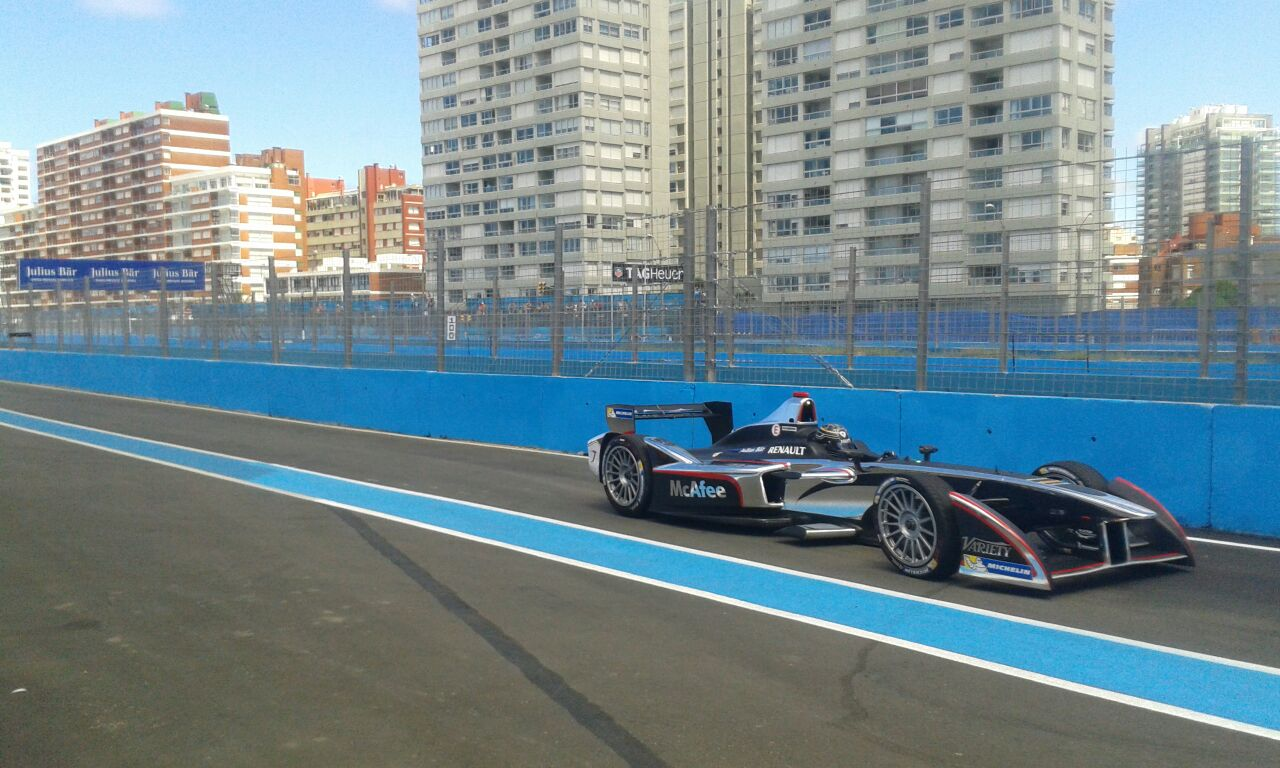
A Spark-Renault SRT 01E.

A sorozat első versenyén Pekingben a kvalifikáción Oriol Servià 11., Jérôme d’Ambrosio 13. helyet szerezte meg, de előrébb kerültek a rajtrácson Sébastien Buemi 10 rajthelyes büntetése miatt. Jérôme d’Ambrosio 6., Oriol Servià 7. lett. Putrajayaban az időmérőn Nicolas Prost volt a leggyorsabb, aki azonban pekingi utolsó körös incidense miatt 10 hellyel hátrábbról rajtolhat, így a pole-pozíciót Oriol Servià örökölte meg tőle. Jérôme d’Ambrosiót a 20. rajthelyre sorolták a túlzott energiafogyasztás miatt. A pole-pozícióból rajtoló Oriol Servià fokozatosan lépdelt át a mezőny, előbb Bird, majd Jarno Trulli és Karun Chandhok is megelőzte őt. A spanyol végül 7. helyen ért célba, míg a belga csapattársa az utolsó helyről az 5. helyen fejezte be a futamot. Punta del Este városában megrendezett harmadik verseny kvalifikációján a spanyol pilóta 12. időt érte el. Jérôme d’Ambrosio technikai problémák miatt idő nélkül a 19. pozícióban fejezte be a kvalifikációt. A 8. és 9. helyen fejezték be a futamot a csapat pilótái.
Az argentin fővárosban a 13. és 18. időt érték el az időmérő edzésen. A futamon Servià a 9. pozícióban ért célba szerezve ezzel 2 pontot, míg csapattársa 2 kör hátrányban 14. lett. Miamiban d’Ambrosio végre értékelhető időmérő edzést teljesített, miután a 8. időt érte el. A csapat és Oriol Servià közös megegyezéssel felbontották a szerződést egymással és a helyére érkezett a 2013-as Le Mans-i 24 órás győztese, Loïc Duval. A francia a kvalifikáción az utolsó időt érte el. A 11. körben már Bruno Sennát támadta a 13. pozícióért. A belga pilóta a 4. helyen ért célba, míg Loïc Duval a 7. lett. Long Beach-ben 8. és 17. időt érte el d’Ambrosio és Duval. Prost áthajtásos büntetést kapott, mert összeütközött Jérôme d’Ambrosióval. A belga viszont ennél többet gyűjtött, miután megúszta az ütközést, és a hatodik helyen ért célba, ráadásul a csapat ismét kettős pontszerzésnek örvendhetett, Loïc Duval ugyanis kilencedik lett.

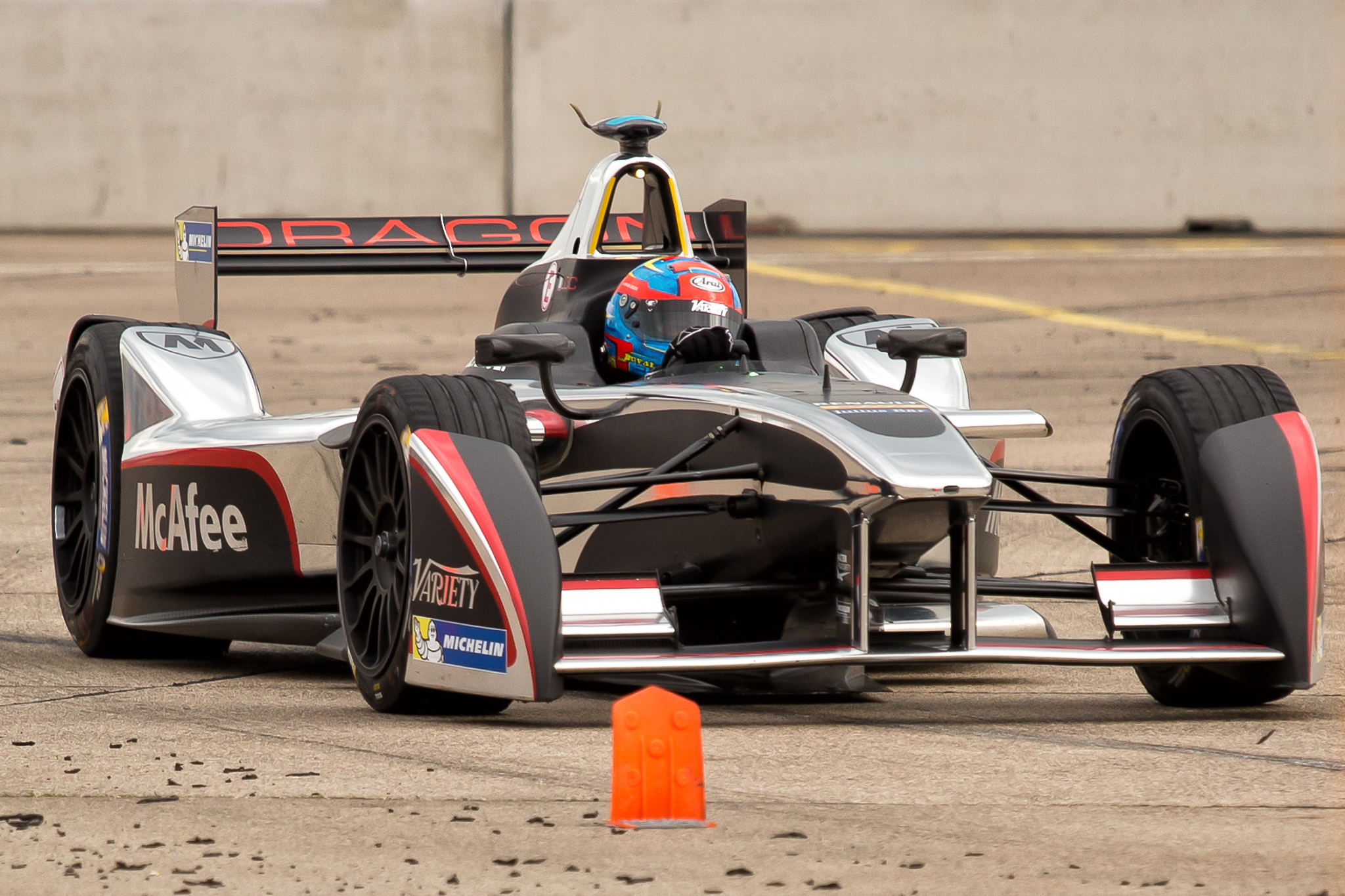
Duval a Spark-Renault SRT 01E volánja mögött.

Monacóban az időmérő edzésen Loïc Duval az ötödik lett, ám ő technikai okok miatt tízhelyes büntetést kap. Jérôme d’Ambrosio pedig az előkelő 3. legjobb időt érte el Lucas di Grassi mögött. A 6. körben Piquet nagyon szépen és keményen betette az autót, elhappolta a harmadik helyet d’Ambrosiótól. A 10. körben Duvalt körözte le az élmezőny. d’Ambrosio 5., Loïc Duval kiesett. Berlinben a Tempelhof repülőtéren kialakított pályán Jérôme d’Ambrosio és Loïc Duval 6. és 8. időt érte el. A 7. körben Heidfeld és d’Ambrosio is megelőzte Jarno Trullit, aki így honfi- és csapattársa elé került, de nem sokkal később Liuzzi is letudta őt. Heidfeldet a 13. körben körben belülről előzte meg d’Ambrosio. A belga a boxkiállás után már második volt, tíz másodperccel di di Grassi mögött. Nem sokkal később Duval támadta Heidfeldet a negyedik helyért, de megcsúszott alatta az autó egy manőver alatt, leszakadt a németről. d’Ambrosio első dobogóját szerezte a sorozatban a második hellyel a futam leintése után. A verseny után néhány órával di Grassi autóján az ellenőrzés során szabálytalanságot találtak, miszerint di Grassit kizárták a berlini versenyből, így Jérôme d’Ambrosio örökölte meg az első helyet. Ennek köszönhetően francia csapattársa pedig a 3. lett Németországban.
A szezon kilencedik versenyét Moszkvában rendezték meg, ahol d’Ambrosio 5., csapattársa 18. helyről rajtolhatott el a futamon. A verseny nem sikerült jól a csapatnak, egyetlen egy pontot sem szereztek Oroszországban. Londonban a szombati első szabadedzésén a legnagyobb bosszúságot a versenyzők számára az út egyenetlensége okozta. Az 1-es kanyarban egy akkora bukkanón kellett átszáguldaniuk, amihez foghatóval eddig nem találkozhattak világszínvonalú autóversenyen. Jérôme d’Ambrosio egy alkalommal keresztül hajtott rajta, ki is tört az autó hátsó felfüggesztése. A szombati 1. verseny kvalifikációján a legjobb időt Sébastien Buemi érte el, őt követte Jérôme d’Ambrosio és Lucas di Grassi. A rajtot követően Buemi szépen elhúzott d’Ambrosio és a többiek elől. A belga a dobogó második fokára állhatott fel, Duval pedig 8. lett. A szezon utolsó időmérő edzését esős körülmények között rendezték meg vasárnap szintén Londonban. A 2. legjobb időt Jérôme d’Ambrosio érte el, míg csapattársa Loïc Duval a 3. rajtkockát szerezte meg. A rajt után Sarrazin megtartotta az első helyet, de d’Ambrosio nagyon kipörgette a kerekeket, visszacsúszott a harmadik helyre Duval mögé. Az autócsere után Sarrazin maradt az élen, Duval a második, Bird a harmadik helyen haladt, d’Ambrosio veszített egy helyet. A biztonsági autós szakasz után az élen is elkezdődött a tolakodás, Sam Bird ugyanis megelőzte Duvalt a második helyért, a lendületet vesztett francia ráadásul d’Ambrosióval szemben is bukott egy helyet. Végül a szezon utolsó futamát Sam Bird nyerte meg, mögötte d’Ambrosio és Duval ért célba. A csapat pilótái 172 pontot szereztek a szezon során, amivel a konstruktőri bajnokság 2. helyén végzett a csapat.

#### 2015–2016
Az sorozat második szezonját a tavalyi pilóta párossal kezdték meg, de a Venturitól vásárolták a kasztnit. Pekingben a 6. és 10. időt érték el. A futam vége felé Heidfeld mögött d’Ambrosio támadta Duvalt, kemény csata volt, majdnem ütköztek a csapattársak. Duval maradt a negyedik helyen, kiadták neki a parancsot, támadja Heidfeldet a harmadik helyért, még két kör volt hátra. Duval betette a gépet az utolsó körben, de vissza kellett vennie, mert elhagyta a pályát. Duval és d’Ambrosio a negyedik és az ötödik pozícióban értek célba. A második versenyen Sébastien Buemi szerzett pole-pozíciót Stéphane Sarrazin és Loïc Duval előtt. Jérôme d’Ambrosio a 7. lett. Öt körrel a leintés előtt Prost lecsúszott a dobogóról, Jérôme d’Ambrosio ugorta át őt, akit pár kanyar múltán Robin Frijns követett az Andrettivel. Az utolsó négy körben, Duval autója lelassult, Sam Bird és Frijns egyszerre próbálta előzni, a holland azonban megkoccantotta a falat, majd Duval mögé szorult be. Végül Nicolas Prost és a második helyen haladó d’Ambrosio is a falban kötött ki.
Punta del Estében Jérôme d’Ambrosio indulhatott a pole-pozícióból, pályafutása során először a sorozatban. Mögötte csapattársa Duval indult a 2. rajtkockából. d’Ambrosio megőrizte vezetését a start után, Sam Bird pedig Loïc Duvalt megelőzve feljött a második helyre. Az ötödik pozícióból induló Buemi gyorsan felzárkózott, a 7. körben már a második helyen állt, a következőben pedig megelőzte a d’Ambrosiót. Eközben Duval átvette a harmadik helyet a másodikról negyedikre gyorsan visszacsúszó Birdtől. Végül a belga a 3., francia kollégája pedig a 4. lett Uruguayban. Az Argentin fővárosban megrendezett verseny kvalifikációján Jérôme d’Ambrosio 10., míg Loïc Duval csak a 12. lett. A rajtnál tisztán eljött a mezőny, a futam első vesztesének pedig Jérôme d’Ambrosio bizonyult, aki defekt miatt volt kénytelen meglátogatni csapatát a boxban. Ezután már csak a verseny leggyorsabb körét érte el és a 16. helyen ért célba egy kör hátrányban. Francia csapattársa már jobban teljesített és a 6. helyen intették le.

#### 2016–2017
Duvalt és d'Ambrosio-t megtartották a 2016–17-es szezonra is, amely évtől a csapat elkészítette a saját hajtásláncát, miután megszakította partnerségét a Venturival és kapcsolatot alakított ki a Faraday Future-val. Az előző évekhez képest az istálló küzdött a saját technikájával és csupán a 8. helyen végeztek 33 egységgel a csapatok között, Duval és d'Ambrosio pedig a 15., illetve a 18. helyen zárták az évet a versenyzőknél. Mike Conway is lehetőséget kapott Franciaországban, amikor Duval helyett gurult pályára.

#### 2017–2018
2017-re Jérôme d’Ambrosioval aláírtak a negyedik szezonra is, míg Duval elhagyta a csapatot és egy WEC versenyző, Neel Jani váltotta az idény első versenyhétvégéjére. A svájci egy futam után elhagyta a csapatot, aki mindkét versenyen 18. lett. Helyét a háromszoros túraautó-világbajnok, José María López vette át. A konstruktőrök között a 9. helyen végeztek, míg a d'Ambrosio a 14., López pedig csupán a 17. lett a versenyzők névsorában.

#### 2018–2019

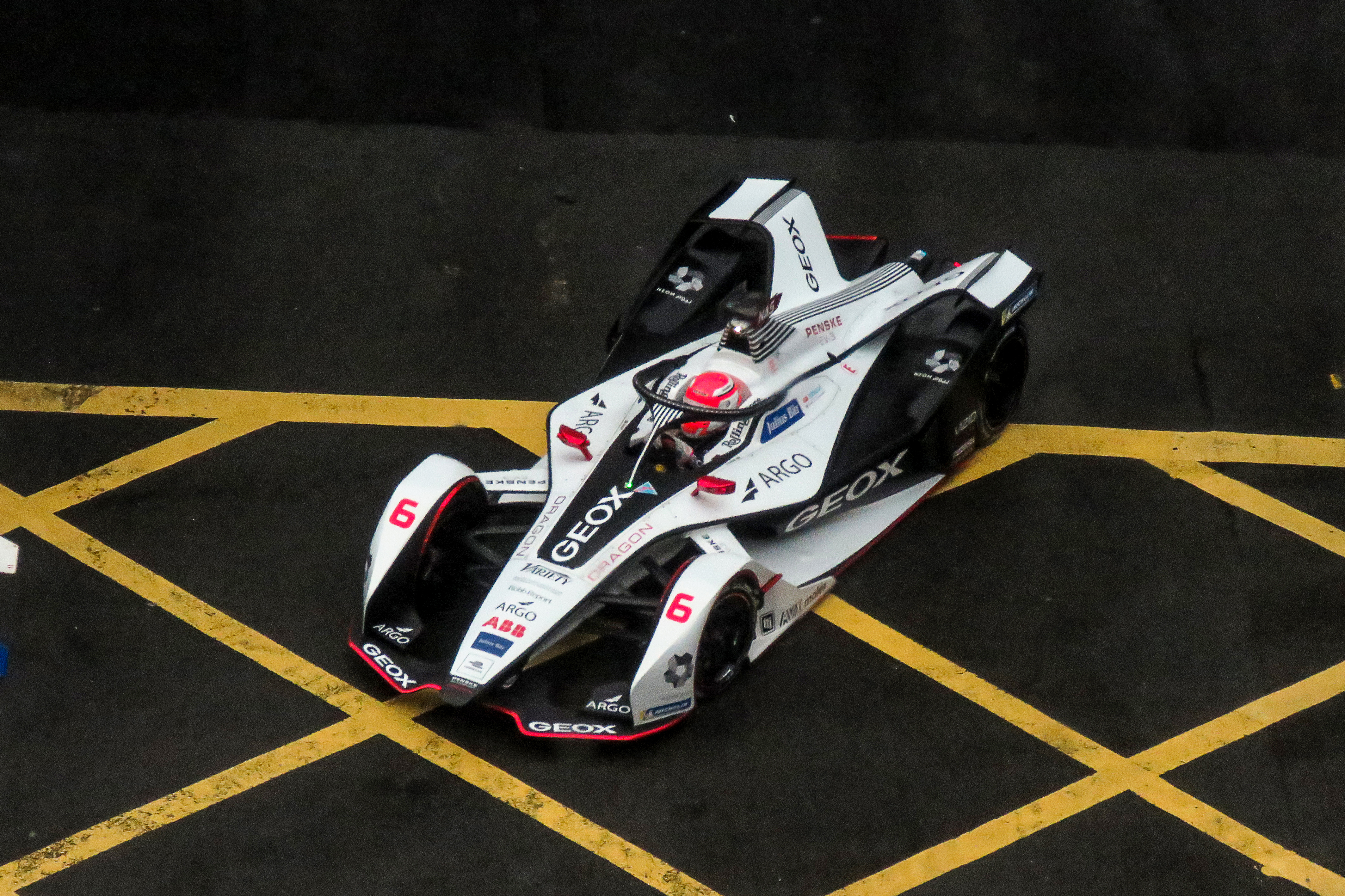
Nasr a csapat első új generációs versenyautójában

López maradt az első új generációs idényre is, partnere pedig a Formula–2-ből érkező, Maximilian Günther lett. A Santiago ePrix után bejelentették, hogy Felipe Nasr veszi át Günther helyét a csapatnál Mexikótól. Róma előtt újabb változás történt, miszerint Nasr nem vállalta az indulást a WeatherTech SportCar-ban való versenye miatt, ahova ismét visszaültették Günthert, majd ezt követően a brazil versenyző Párizst is kihagyta. Ezután az év hátralévő részét a továbbiakban már kizárólag Günther teljesítette. Bern-ben Lópezt kizárták, mert több energiát használt fel a megengedettnél. Ami a pontokat illeti; Günther két 5. helyet szerzett, López pedig egy 9. és egy 10. pozíciót.

#### 2019–2020
2019 augusztusában jelentették be, hogy a 6-os rajtszámot mostantól, a korábbi Formula–1-es Toro Rosso versenyző, Brendon Hartley fogja viselni. Egy hónap múlva bejelentették, hogy a DTM-ben kiváló teljesítményt nyújtó Audi támogatott pilóta, a svájci Nico Müller lesz az új-zélandi csapattársa. Gyártóként partnerségre léptek a Nio 333 FE csapattal, mint új beszállító, valamint a NIO megvásárolta az egyéves Penske EV-3 hajtásláncokat, és átnevezte őket. 2020 márciusában a Dragon további két szezonra elkötelezte magát a gyártóként a sorozatban. Hartley júliusban elhagyta a csapatot, helyére Sérgio Sette Câmara érkezett. A csapat bajnokságban az utolsó előtti helyen fejezték be a szezont 2 ponttal, amit Hartley szerzett a szezonnyitó Rijád ePrixen.

#### 2020–2021
2020 novemberében jelentették be, hogy Câmara teljesjogú versenyzőként marad a csapatnál. A következő hónapban Müller maradása is biztossá vált. Az előző szezonban használt Penske EV-4 hajtáslánccal kezdték meg a szezont, és csak a monacói ePrix-től kezdték el használni a Penske EV-5-t. 2021 februárjában a Dragon bejelentette a Bosch-val kötött műszaki partnerségét, amely segít majd a 3. generációs autók hajtásláncainak fejlesztésében.
A Valencia ePrix kaotikus első futamán Müller megszerezte a csapat első Gen2-es korszakbeli dobogós helyezését egy második hellyel, miután sok autónak ki kellett állnia vagy kizárták az energiájuk elhasználása miatt. A Puebla ePrix-en Joel Eriksson váltotta Müllert, mivel a versenyhétvége ütközött a DTM kötelezettségeivel. 2021. július 3-án Müller a Twitter fiókján bejelentette, hogy Dragonnal úgy döntöttek, hogy elválnak útjaik, így Eriksson a szezon hátralévő részében a csapattal folytatta. A csapat bajnokságban ismét a 11. helyen fejezték be a szezont, de 47 pontjukkal már sokkal sikeresebbek lettek.

#### 2021–2022
Sérgio Sette Câmara maradt a szezon során, míg csapattársa előbb a korábbi Formula–1-es versenyző, Antonio Giovinazzi volt, majd később Sacha Fenestraz lett. A szezont a csapat legrosszabb szezonjának tartották, mivel az utolsó helyen végeztek a csapatbajnokságban.

#### 2022–2023
A Techeetah feloszlása után a DS Automobiles-szal partnerként működő csapatot DS Penske névre keresztelték át. A pilótafelállásban két bajnok versenyző, Jean-Éric Vergnet és Stoffel Vandoornet szerződtették. Vergne megnyerte a Haidarábád ePrixet, ami a csapat első győzelme volt 2016 óta. A csapatok között 5. helyen végeztek.

#### 2023–2024
A 2023–24-es szezonban a pilótapáros maradt, és a Penske 200 ponttal harmadik lett a csapatok között.

#### 2024–2025
Vandoorne helyére a német Maximilian Günthert szerződtették. 
a német versenyző a Dzsidda első versenyt megnyerte.

## Eredmények

### Teljes IndyCar Series eredménysorozata
| Év                      | Kasztni             | Motor                                | Versenyzők          | #                   | 1                   | 2                   | 3                   | 4                   | 5                   | 6                   | 7                   | 8                   | 9                   | 10                  | 11                  | 12                  | 13                  | 14                  | 15                  | 16                  | 17                  | 18                  | 19                  |
| Luczo Dragon Racing     | Luczo Dragon Racing | Luczo Dragon Racing                  | Luczo Dragon Racing | Luczo Dragon Racing | Luczo Dragon Racing | Luczo Dragon Racing | Luczo Dragon Racing | Luczo Dragon Racing | Luczo Dragon Racing | Luczo Dragon Racing | Luczo Dragon Racing | Luczo Dragon Racing | Luczo Dragon Racing | Luczo Dragon Racing | Luczo Dragon Racing | Luczo Dragon Racing | Luczo Dragon Racing | Luczo Dragon Racing | Luczo Dragon Racing | Luczo Dragon Racing | Luczo Dragon Racing | Luczo Dragon Racing | Luczo Dragon Racing |
| ----------------------- | ------------------- | ------------------------------------ | ------------------- | ------------------- | ------------------- | ------------------- | ------------------- | ------------------- | ------------------- | ------------------- | ------------------- | ------------------- | ------------------- | ------------------- | ------------------- | ------------------- | ------------------- | ------------------- | ------------------- | ------------------- | ------------------- | ------------------- | ------------------- |
| 2007                    | Dallara IR-05       | Honda HI7R V8                        |                     |                     | HMS                 | STP                 | MOT                 | KAN                 | INDY                | MIL                 | TXS                 | IOW                 | RIR                 | WGL                 | NSH                 | MDO                 | MCH                 | KTY                 | SNM                 | DET                 | CHI                 |                     |                     |
| 2007                    | Dallara IR-05       | Honda HI7R V8                        | Ryan Briscoe        | 12                  |                     |                     |                     |                     | 5                   |                     |                     |                     |                     |                     |                     |                     |                     |                     |                     |                     |                     |                     |                     |
| 2008                    | Dallara IR-05       | Honda HI7R V8                        |                     |                     | HMS                 | STP                 | MOT                 | LBH                 | KAN                 | INDY                | MIL                 | TXS                 | IOW                 | RIR                 | WGL                 | NSH                 | MDO                 | EDM                 | KTY                 | SNM                 | DET                 | CHI                 | SRF1                |
| 2008                    | Dallara IR-05       | Honda HI7R V8                        | Tomas Scheckter     | 12                  |                     |                     |                     |                     | 23                  | 24                  |                     | 25                  |                     |                     |                     |                     |                     |                     |                     | 27                  | 21                  | 26                  |                     |
| 2009                    | Dallara IR-05       | Honda HI7R V8                        |                     |                     | STP                 | LBH                 | KAN                 | INDY                | MIL                 | TXS                 | IOW                 | RIR                 | WGL                 | TOR                 | EDM                 | KTY                 | MDO                 | SNM                 | CHI                 | MOT                 | HMS                 |                     |                     |
| 2009                    | Dallara IR-05       | Honda HI7R V8                        | Raphael Matos       | 2                   | 20                  | 8                   | 20                  | 22                  | 6                   | 12                  | 16                  | 8                   | 12                  | 10                  | 18                  | 16                  | 9                   | 9                   | 9                   | 9                   | 14                  |                     |                     |
| de Ferran Dragon Racing |                     |                                      |                     |                     |                     |                     |                     |                     |                     |                     |                     |                     |                     |                     |                     |                     |                     |                     |                     |                     |                     |                     |                     |
| 2010                    | Dallara IR-05       | Honda HI7R V8                        |                     |                     | SAO                 | STP                 | ALA                 | LBH                 | KAN                 | INDY                | TXS                 | IOW                 | WGL                 | TOR                 | EDM                 | MDO                 | SNM                 | CHI                 | KTY                 | MOT                 | HMS                 |                     |                     |
| 2010                    | Dallara IR-05       | Honda HI7R V8                        | Raphael Matos       | 2                   | 4                   | 8                   | 14                  | 20                  | 16                  | 29                  | 16                  | 14                  | 4                   | 21                  | 13                  | 7                   | 21                  | 29                  | 16                  | 18                  | 17                  |                     |                     |
| 2010                    | Dallara IR-05       | Honda HI7R V8                        | Davey Hamilton      | 21                  |                     |                     |                     |                     |                     | 33                  |                     |                     |                     |                     |                     |                     |                     | 18                  |                     |                     |                     |                     |                     |
| Dragon Racing           |                     |                                      |                     |                     |                     |                     |                     |                     |                     |                     |                     |                     |                     |                     |                     |                     |                     |                     |                     |                     |                     |                     |                     |
| 2011                    | Dallara IR-05       | Honda HI7R V8                        |                     |                     | STP                 | ALA                 | LBH                 | SAO                 | INDY                | TXS                 | TXS                 | MIL                 | IOW                 | TOR                 | EDM                 | MDO                 | NHM                 | SNM                 | BAL                 | MOT                 | KTY                 | LSV                 |                     |
| 2011                    | Dallara IR-05       | Honda HI7R V8                        | Paul Tracy          | 8                   |                     |                     | 16                  |                     |                     | 12                  | 13                  |                     |                     | 16                  | 26                  |                     |                     |                     |                     |                     |                     | C                   |                     |
| 2011                    | Dallara IR-05       | Honda HI7R V8                        | Ho-Pin Tung         | 8                   |                     |                     |                     |                     | NK                  |                     |                     |                     |                     |                     |                     |                     |                     |                     |                     |                     |                     |                     |                     |
| 2011                    | Dallara IR-05       | Honda HI7R V8                        | Ho-Pin Tung         | 88                  |                     |                     |                     |                     |                     |                     |                     |                     |                     |                     |                     |                     |                     | 27                  |                     |                     |                     |                     |                     |
| 2011                    | Dallara IR-05       | Honda HI7R V8                        | Scott Speed         | 20                  |                     |                     |                     |                     | NK                  |                     |                     |                     |                     |                     |                     |                     |                     |                     |                     |                     |                     |                     |                     |
| 2011                    | Dallara IR-05       | Honda HI7R V8                        | Patrick Carpentier  | 20                  |                     |                     |                     |                     | NK                  |                     |                     |                     |                     |                     |                     |                     |                     |                     |                     |                     |                     |                     |                     |
| 2012                    | Dallara DW12        | Lotus DC00 V6t Chevrolet IndyCar V6t |                     |                     | STP                 | ALA                 | LBH                 | SAO                 | INDY                | DET                 | TEX                 | MIL                 | IOW                 | TOR                 | EDM                 | MDO                 | SNM                 | BAL                 | FON                 |                     |                     |                     |                     |
| 2012                    | Dallara DW12        | Lotus DC00 V6t Chevrolet IndyCar V6t | Katherine Legge     | 6                   | 23                  | 23                  | 19                  | 26                  | 22                  |                     | 15                  | 18                  | 15                  |                     |                     |                     | 24                  |                     | 9                   |                     |                     |                     |                     |
| 2012                    | Dallara DW12        | Lotus DC00 V6t Chevrolet IndyCar V6t | Sébastien Bourdais  | 7                   | 21                  | 9                   | 17                  | 18                  | 20                  | 24                  |                     |                     |                     | 14                  | 15                  | 4                   | 22                  | 23                  |                     |                     |                     |                     |                     |
| 2013                    | Dallara DW12        | Chevrolet IndyCar V6t                |                     |                     | STP                 | ALA                 | LBH                 | SAO                 | INDY                | DET                 | DET                 | TXS                 | MIL                 | IOW                 | POC                 | TOR                 | TOR                 | MDO                 | SNM                 | BAL                 | HOU                 | HOU                 | FON                 |
| 2013                    | Dallara DW12        | Chevrolet IndyCar V6t                | Sebastián Saavedra  | 6                   | 20                  | 20                  | 27                  | 19                  | 32                  | 22                  | 10                  | 14                  | 13                  | 19                  | 23                  | 16                  | 15                  | 19                  | 21                  | 8                   | 14                  | 12                  | 24                  |
| 2013                    | Dallara DW12        | Chevrolet IndyCar V6t                | Sébastien Bourdais  | 7                   | 11                  | 16                  | 15                  | 14                  | 29                  | 24                  | 11                  | 20                  | 22                  | 14                  | 16                  | 2                   | 3                   | 12                  | 10                  | 3                   | 8                   | 5                   | 12                  |

1 Nem indult el.

### Győzelmek listája
| # | Év        | Esemény             | Versenyző         |
| - | --------- | ------------------- | ----------------- |
| 1 | 2014–2015 | Berlin nagydíj      | Jérôme d’Ambrosio |
| 2 | 2015–2016 | Mexikóváros nagydíj | Jérôme d’Ambrosio |

| Év      | Modell                    | Gumi | #  | Versenyzők          | 1   | 2   | 3   | 4   | 5   | 6   | 7   | 8   | 9   | 10  | 11  | 12  | 13  | 14  | 15  | 16  | Pont | Helyezés |
| ------- | ------------------------- | ---- | -- | ------------------- | --- | --- | --- | --- | --- | --- | --- | --- | --- | --- | --- | --- | --- | --- | --- | --- | ---- | -------- |
| 2014–15 | Spark–Renault SRT 01E     | M    |    |                     | BEI | PUT | PDE | BUE | MIA | LBH | MON | BER | MOS | LON | LON |     |     |     |     |     | 171  | 2.       |
| 2014–15 | Spark–Renault SRT 01E     | M    | 6  | Oriol Servià        | 7   | 7   | 9   | 9   |     |     |     |     |     |     |     |     |     |     |     |     | 171  | 2.       |
| 2014–15 | Spark–Renault SRT 01E     | M    | 6  | Loïc Duval          |     |     |     |     | 7   | 9   | Ki  | 3   | 15  | 8   | 3   |     |     |     |     |     | 171  | 2.       |
| 2014–15 | Spark–Renault SRT 01E     | M    | 7  | Jérôme d’Ambrosio   | 6   | 5   | 8   | 14  | 4   | 6   | 5   | 1   | 11  | 2   | 2   |     |     |     |     |     | 171  | 2.       |
| 2015–16 | Spark–Venturi VM200-FE-01 | M    |    |                     | BEI | PUT | PDE | BUE | MEX | LBH | PAR | BER | LON | LON |     |     |     |     |     |     | 143  | 4.       |
| 2015–16 | Spark–Venturi VM200-FE-01 | M    | 6  | Loïc Duval          | 4   | 16† | 4   | 6   | 4   | 8   | Ki° | Ki  | Ki  | 4   |     |     |     |     |     |     | 143  | 4.       |
| 2015–16 | Spark–Venturi VM200-FE-01 | M    | 7  | Jérôme d’Ambrosio   | 5   | 14° | 3   | 16  | 1   | 7°  | 11  | 16  | 9   | 3   |     |     |     |     |     |     | 143  | 4.       |
| 2016–17 | Spark–Penske 701-EV       | M    |    |                     | HKG | MAR | BUE | MEX | MON | PAR | BER | BER | NYC | NYC | MNT | MNT |     |     |     |     | 33   | 8.       |
| 2016–17 | Spark–Penske 701-EV       | M    | 6  | Loïc Duval          | 14  | 18  | 6   | Ki  | Ki  |     | 15  | Ki  | 5   | 13  | Ki  | 19  |     |     |     |     | 33   | 8.       |
| 2016–17 | Spark–Penske 701-EV       | M    | 6  | Mike Conway         |     |     |     |     |     | 14  |     |     |     |     |     |     |     |     |     |     | 33   | 8.       |
| 2016–17 | Spark–Penske 701-EV       | M    | 7  | Jérôme d’Ambrosio   | 7   | 13  | 8   | 14  | Ki  | Hn  | 13  | 13  | Ki  | 10  | 11  | 9   |     |     |     |     | 33   | 8.       |
| 2017–18 | Spark–Penske EV-2         | M    |    |                     | HKG | HKG | MAR | SAN | MEX | PDE | ROM | PAR | BER | ZÜR | NYC | NYC |     |     |     |     | 41   | 9.       |
| 2017–18 | Spark–Penske EV-2         | M    | 6  | Neel Jani           | 18  | 18  |     |     |     |     |     |     |     |     |     |     |     |     |     |     | 41   | 9.       |
| 2017–18 | Spark–Penske EV-2         | M    | 6  | José María López    |     |     | 6   | Ki  | 12  | 8   | 17† | 10  | 18  | 12  | Ki  | Ki  |     |     |     |     | 41   | 9.       |
| 2017–18 | Spark–Penske EV-2         | M    | 7  | Jérôme d’Ambrosio   | Hn  | 15  | 15  | 8   | 11  | 9   | 7   | 12  | 19  | 3   | 13  | Ki  |     |     |     |     | 41   | 9.       |
| 2018–19 | Spark–Penske EV-3         | M    |    |                     | ADR | MAR | SAN | MEX | HKG | SNY | ROM | PAR | MON | BER | BRN | NYC | NYC |     |     |     | 23   | 10.      |
| 2018–19 | Spark–Penske EV-3         | M    | 6  | Maximilian Günther  | 16  | 12  | Ki  |     |     |     | 19† | 5   | Ki  | 14  | 5   | Ki  | 19  |     |     |     | 23   | 10.      |
| 2018–19 | Spark–Penske EV-3         | M    | 6  | Felipe Nasr         |     |     |     | 19  | Ki  | Ki  |     |     |     |     |     |     |     |     |     |     | 23   | 10.      |
| 2018–19 | Spark–Penske EV-3         | M    | 7  | José María López    | Ki  | 11  | 9   | 17  | 11  | Ki  | 16  | 13  | 10° | 20  | Kiz | 12  | Ki  |     |     |     | 23   | 10.      |
| 2019–20 | Spark–Penske EV-4         | M    |    |                     | ADR | ADR | SAN | MEX | MAR | BER | BER | BER | BER | BER | BER |     |     |     |     |     | 2    | 11.      |
| 2019–20 | Spark–Penske EV-4         | M    | 6  | Brendon Hartley     | 19  | 9   | Ki  | 12  | 19  |     |     |     |     |     |     |     |     |     |     |     | 2    | 11.      |
| 2019–20 | Spark–Penske EV-4         | M    | 6  | Sérgio Sette Câmara |     |     |     |     |     | Kiz | 17  | Ki  | 21  | 15  | 19  |     |     |     |     |     | 2    | 11.      |
| 2019–20 | Spark–Penske EV-4         | M    | 7  | Nico Müller         | Ni  | Ki  | 12  | Ki  | 20  | Hn  | 14  | 12  | 20  | 17  | 22  |     |     |     |     |     | 2    | 11.      |
| 2020–21 | Spark–Penske EV-4         | M    |    |                     | DIR | DIR | ROM | ROM | VAL | VAL | MON | PUE | PUE | NYC | NYC | LON | LON | BER | BER |     | 47   | 11.      |
| 2020–21 | Spark–Penske EV-4         | M    | 6  | Nico Müller         | 21  | 5   | 13  | 9   | 2   | 20  | 18  |     |     |     |     |     |     |     |     |     | 47   | 11.      |
| 2020–21 | Spark–Penske EV-4         | M    | 6  | Joel Eriksson       |     |     |     |     |     |     |     | 17  | 15  | 17  | 22  | 16  | 10  | 16  | 16  |     | 47   | 11.      |
| 2020–21 | Spark–Penske EV-4         | M    | 7  | Sérgio Sette Câmara | 20  | 4   | 16  | 12  | Ki  | 21  | 15  | 15  | 16  | 18  | 11  | 17  | 8   | 18  | 18  |     | 47   | 11.      |
| 2021–22 | Spark–Penske EV-4         | M    |    |                     | DIR | DIR | MEX | ROM | ROM | MON | BER | BER | JAK | MAR | NYC | NYC | LON | LON | SEO | SEO | 2    | 11.      |
| 2021–22 | Spark–Penske EV-4         | M    | 7  | Sérgio Sette Câmara | 15  | 17  | 20  | 15  | 12  | 13  | 17  | 19  | 19  | 20  | Ni  | 17  | Hn  | 9   | 12  | 13  | 2    | 11.      |
| 2021–22 | Spark–Penske EV-4         | M    | 99 | Antonio Giovinazzi  | 20° | 20° | Ki° | 18° | Ki° | 16° | 20  | 22  | Ki  | 19  | Ki  | Ki  | Ki  | Ki  | Ki  | Vi  | 2    | 11.      |
| 2021–22 | Spark–Penske EV-4         | M    | 99 | Sacha Fenestraz     |     |     |     |     |     |     |     |     |     |     |     |     |     |     |     | 16  | 2    | 11.      |
| 2022–23 | DS E-Tense FE23           | H    |    |                     | MEX | DIR | DIR | HAI | FOK | SAP | BER | BER | MON | JAK | JAK | POR | ROM | ROM | LON | LON | 163  | 5.       |
| 2022–23 | DS E-Tense FE23           | H    | 1  | Stoffel Vandoorne   | 10  | 11  | 20  | 8   | 7   | 6   | Ki  | 8   | 9   | 4   | 9   | 12  | 11  | 8   | 11  | 5   | 163  | 5.       |
| 2022–23 | DS E-Tense FE23           | H    | 25 | Jean-Éric Vergne    | 12  | 7   | 16  | 1   | 2   | 5   | 7   | 3   | 7   | 5   | 16  | 11  | 5   | 15  | Ki  | 22  | 163  | 5.       |
| 2023–24 | DS E-Tense FE23           | H    |    |                     | MEX | DIR | DIR | SAP | TOK | MIS | MIS | MON | BER | BER | SHA | SHA | POR | POR | LON | LON | 200  | 3.       |
| 2023–24 | DS E-Tense FE23           | H    | 2  | Stoffel Vandoorne   | 8   | 14  | 5   | 8   | 16  | 8   | Ki  | 3   | 7   | 20  | 9   | 6   | 9   | 11  | 9   | 8   | 200  | 3.       |
| 2023–24 | DS E-Tense FE23           | H    | 25 | Jean-Éric Vergne    | 6   | 2   | 8   | 7   | 12  | 6   | 7   | 4   | 2   | 10  | 6   | 7   | 3   | 5   | 17  | 5   | 200  | 3.       |
| 2024–25 | DS E-Tense FE25           | H    |    |                     | SAP | MEX | JED | JED | MIA | MON | MON | TOK | TOK | SHA | SHA | JAK | BER | BER | LON | LON | 89*  | 5.*      |
| 2024–25 | DS E-Tense FE25           | H    | 7  | Maximilian Günther  | 11  | 6   | 1   | Ki  | 17  | 10  | 8   | Ki  | 10  |     |     |     |     |     |     |     | 89*  | 5.*      |
| 2024–25 | DS E-Tense FE25           | H    | 25 | Jean-Éric Vergne    | 9   | 5   | 6   | 7   | 12  | 12  | 6   | 8   | 6   |     |     |     |     |     |     |     | 89*  | 5.*      |

* Folyamatban lévő szezon.
† Nem fejezte be a futamot, de rangsorolva lett, mert teljesítette a versenytáv 90%-át.
° FanBoost
1. ↑  A Tokió-i első időmérő edzését heves esőzések, valamint vízátfolyások miatt nem rendezték meg. A rajtsorrendről ennek értelmében a második szabadedzésen elért eredmény döntött, ami alapján Oliver Rowland indulhatott az első pozícióból, de a pole pozícióért járó három pontot nem kapta meg.[53]